# Adrift on Life's Tide
Adrift on Life's Tide è un cortometraggio muto del 1913 diretto da Warwick Buckland.

## Trama
La figlia di un ubriacone viene adottata. Respinta, diventa una ballerina che rinuncerà alla ricchezza per amore.

## Produzione
Il film fu prodotto dalla Hepworth.

## Distribuzione
Distribuito dalla Hepworth, il film - un cortometraggio in due bobine - uscì nelle sale cinematografiche britanniche nel luglio 1913. Nel gennaio 1914, ebbe anche un distribuzione negli Stati Uniti da parte della Blinkhorn Photoplays.
Si conoscono pochi dati del film che, prodotto dalla Hepworth, fu distrutto nel 1924 dallo stesso produttore, Cecil M. Hepworth. Fallito, in gravissime difficoltà finanziarie, il produttore pensò in questo modo di poter almeno recuperare il nitrato d'argento della pellicola.